# Ellenö
Ellenö is een plaats in de gemeente Färgelanda in het landschap Dalsland en de provincie Västra Götalands län in Zweden. De plaats heeft 71 inwoners (2005) en een oppervlakte van 8 hectare.